# Дамин (Ханьдань)
Дами́н (кит. упр. 大名, пиньинь Dàmíng) — уезд городского округа Ханьдань провинции Хэбэй (КНР).

## История
При империи Хань в 195 году до н. э. здесь был создан уезд Юаньчэн (元城县). При империи Ранняя Янь в 360 году западная часть уезда была выделена в отдельный уезд Гуйсян (贵乡县). При империи Северная Ци в 556 году уезды Вэйсянь и Юаньчэн были присоединены к уезду Гуйсян. При империи Суй в 186 году уезды Вэйсянь и Юаньчэн были выделены вновь, а из уезда Юаньчэн был выделен уезд Малин (马陵县). В 605 году уезд Малин был расформирован, а уезды Вэйсянь, Гуйсян и Юаньчэн были подчинены области Вэйчжоу (魏州). При империи Тан в 782 году область Вэйчжоу была переименована в Даминскую управу (大名府).
При империи Поздняя Тан в 923 году уезд Юаньчэн был переименован в Синтан (兴唐县), а Гуйсян — в Гуанцзинь (广晋县). При империи Поздняя Цзинь в 937 году уезду Синтан было возвращено название Юаньчэн. При империи Поздняя Хань в 948 году уезд Гуанцзинь был переименован в Дамин.
При империи Сун в 1073 году уезд Дамин был присоединён к уезду Юаньчэн, но в 1095 году воссоздан. При монгольской империи Юань в 1265 году уезд Юаньчэн был присоединён к уезду Дамин, но вскоре был воссоздан. При империи Мин в 1377 году уезд Дамин был присоединён к уезду Вэйсянь, но в 1382 году воссоздан.
В 1945 году уезд Юаньчэн был переименован в Юаньчао (元朝县). В 1949 году уезд Юаньчао был расформирован, и основная часть его территории вошла в состав уезда Дамин; в том же году был создан Специальный район Ханьдань (邯郸专区), и уезд вошёл в его состав. В 1958 году уезд Вэйсянь был присоединён к уезду Дамин, но в 1961 году уезд был восстановлен в прежних границах. В 1970 году Специальный район Ханьдань был переименован в Округ Ханьдань (邯郸地区). В июне 1993 года округ Ханьдань и город Ханьдань были расформированы, и образован Городской округ Ханьдань.

## Административное деление
Уезд Дамин делится на 8 посёлков, 11 волостей и 1 национальную волость.